# Талпош (Бихор)
Талпош (рум. Talpoș) насеље је у Румунији у округу Бихор у општини Батар. Oпштина се налази на надморској висини од 102 m.

## Становништво
Према подацима из 2002. године у насељу је живело 1701 становника.

### Попис2002.
| Расподела становништва по националности 2002.‍ | Расподела становништва по националности 2002.‍ | Расподела становништва по националности 2002.‍ | Расподела становништва по националности 2002.‍ | Расподела становништва по националности 2002.‍ |
| --------------------------------------------- | --------------------------------------------- | --------------------------------------------- | --------------------------------------------- | --------------------------------------------- |
|                                               |                                               |                                               |                                               |                                               |
| Румуни                                        | Румуни                                        |                                               | 1.152                                         | 67,8%                                         |
| Мађари                                        | Мађари                                        |                                               | 12                                            | 0,7%                                          |
| Роми                                          | Роми                                          |                                               | 536                                           | 31,5%                                         |